# Luftporenbildner
Luftporenbildner sind chemische Substanzen (zumeist Flüssigkeiten), die bei Verwendung im Betonbau im Zementleim viele kleine verteilte Luftporen erzeugen, die auch während des Mischens und Verdichtens stabil bleiben.

## Verfahren
Durch die Zugabe von Luftporenbildnern (LP) wird der Frostwiderstand und/oder der Frost-Taumittel-Widerstand des später erhärteten Betons erhöht, da die Luftporen nicht kontinuierlich sind und sich auch nach langer Wasserlagerung des Betons nicht vollständig mit Wasser füllen. Sinkt die Bauteiltemperatur unter einen bestimmten Wert, gefriert das in den großen Poren des Betons enthaltene Wasser. Damit einhergehend ist eine Volumenvergrößerung des gefrierenden Wassers. In dem noch nicht gefrorenen Wasser wird dadurch ein hydrostatischer Druck erzeugt, der, wenn die Zugfestigkeit des Zementleims überschritten ist, den Zementstein sprengt. Die Luftporen des mit LP versetzten Betons bieten dem noch nicht gefrorenen Wasser daher eine Ausweichmöglichkeit. Entscheidend ist der kurze Abstand der Luftpore zum expandierenden Wasser (0,1–0,2 mm idealerweise). Ein dichtes System kleinster Luftporen ist daher günstig (Porendurchmesser < 0,3 mm und Abstandsfaktor AF ≤ 0,2 mm).
Außerdem bewirken Luftporenmittel einen kugellagerähnlichen Effekt im gemischten noch flüssigen Beton, so dass eine verflüssigende Wirkung, ähnlich wie durch Betonverflüssiger und Fließmittel, zu verzeichnen ist und dadurch Zugabewasser eingespart oder aber eine Verbesserung der Konsistenz (weicherer Beton) erreicht werden kann.

## Chemische Substanzen
- Wurzelharze (Tall- und Balsamharze)[2]
- Ligninsulfonate
- Salze der Carboxylverbindungen und
- Proteinsäuren

## Wirkungsweise
Schaum und Luftblasen werden in der wässrigen Lösung durch bevorzugte Adsorption an Oberflächen und Reduktion der Oberflächenspannung des Wassers stabilisiert.

## Anwendung
Unter anderem bei Lagerflächen, Betonfahrbahnen (Autobahnbau/Brückenkappen), Räumerlaufbahnen von ringförmigen Klärbecken in Klärwerken und Wasserbauwerken/-teilen im nicht frostfreien Außenbereich kommt „LP-Beton“ zum Einsatz.
Dabei sind die betontechnologischen Rahmenbedingungen der Expositionsklassen XF2, XF3 und XF4 nach EN 206-1 und in Deutschland zusätzlich auch DIN 1045-2 sowie z. B. der ZTV-ING einzuhalten bzw. anzuwenden.

## Alternative Verfahren
Inzwischen werden auch fertige, elastische Hohlkugeln mit einem Durchmesser von weniger als 0,08 mm angeboten, die dem Beton statt Schaum untergemischt werden können.

## Ähnliche Verfahren in anderen Fachbereichen
Eine weitere interessante, technologisch wichtige und kommerziell höchst interessante Anwendung porenbildender Substanzen findet sich im Halbleiterbereich. Porenbildner werden seit neuerer Zeit in der Halbleiterproduktion eingesetzt, um Schichten mit niedriger Dielektrizitätskonstante, sogenannte Low-k-Schichten, zu erzeugen. Mit Hilfe geeigneter Porenbildner gelingt es, mikroporöse Dünnschichten mit einer Dielektrizitätskonstante < 3,9, der Dielektrizitätskonstante von dem traditionell verwendeten Siliziumdioxids (SiO2), zu erzeugen. Low-K-Dielektrika dienen zur Isolierung von Leiterbahnen und elektronischer Bauelementen auf dem Halbleiterchip und sind essentieller Bestandteil aktueller Hochleistungspeicherchips und Mikroprozessoren.